# Gaißach
Gaißach ist eine Gemeinde und ein Dorf im oberbayerischen Landkreis Bad Tölz-Wolfratshausen im Isarwinkel.

## Geographie
Das weit verstreute Gemeindegebiet liegt auf einer Höhe von 660 bis 740 m ü. NHN.

### Geographische Lage
Das Pfarrdorf Gaißach liegt rund 2 km südöstlich von Bad Tölz auf einer Anhöhe über allen anderen Gemeindeteilen am Fuße des Rechelkopf (1328 m). Die größte Erhebung ist mit 1562 m im Südosten der Gemeinde am Fockenstein. Vom Attenloher Filzen fließt die der ganzen Gemeinde namensgebende Große Gaißach und die dort einmündende Kleine Gaißach durch das Dorf Mühl in die Isar. Nach Süden hat man einen freien Blick auf die bayerischen und Tiroler Kalkalpen und das Karwendelgebirge.
Die Gemeinde bildet zusammen mit der westlichen Nachbargemeinde Wackersberg die nördliche Grenze des Isarwinkels.
Die Gemeinde grenzt außerdem im Norden an Bad Tölz und Greiling, im Osten an Bad Wiessee sowie im Süden an Lenggries an.
Die Isar liegt zwischen Bad Tölz und Lenggries komplett auf Gaißacher Gemeindegebiet, welches in diesem Bereich relativ weit über diesen Gebirgsfluss nach Westen bis zur Gemeindegrenze (Wackersberg) reicht.

### Gemeindegliederung
Die Gemeinde hat 23 Gemeindeteile (in Klammern ist der Siedlungstyp angegeben):
- Gaißach (Pfarrdorf)
- Grundnern (Weiler)
- Kellern (Weiler)
- Lehen (Dorf)
- Lexen (Weiler)
- Lus (Einöde)
- Moosen (Einöde)
- Mühle (Dorf) (Sitz der Gemeindeverwaltung)
- Obergries (Dorf)
- Oberreut (Weiler)
- Obersteinbach (Weiler)
- Pfistern (Weiler)
- Puchen (Dorf)
- Rain (Dorf)
- Reut (Weiler)
- Schalchern (Weiler)
- Taxern (Weiler)
- Untergries (Dorf)
- Untermberg (Weiler)
- Unterreut (Weiler)
- Untersteinbach (Weiler)
- Wetzl (Weiler)
- Wiedmoos (Weiler)

An der Fähre, Schalch unterm Berg und Winet sind keine amtlich benannten Gemeindeteile.
Historisch und kulturell gliedert sich das Gemeindegebiet in Ober- und Untergaißach. Die Grenze zwischen "oberer" und "unterer Gemeinde" verläuft südlich von Wiedmoos, Pfistern und Lehen.  Zu Obergaißach gehören somit die Ortschaften Grundnern, Kellern, Lexen, Lus, Moosen, Obergries, Oberreuth, Obersteinbach, Puchen, Rain, Schalchern, Taxern, Untermberg, Unterreuth und Untersteinbach. Untergaißach umfasst das nördliche Gemeindegebiet mit Gaißach, Lehen, Mühle, Pfistern, Reut, Untergries, Wetzl und Wiedmoos.

## Geschichte
Eine Besiedelung des Gebietes ist aufgrund von Ausgrabungen von Hügelgräbern und den darin gefundenen Fundstücken bis in das 2. Jahrhundert v. Chr. nachweisbar. Die erste urkundliche Erwähnung findet Gaißach im Jahre 817 als Kaizahu. Aus Kaizahu über Keizan, Kazzah, Gaizah entwickelte sich im Laufe der Zeit der heutige Ortsname. Die Kaizahu sollen ein frühes Herrengeschlecht der Urhofmark Gaißach gewesen sein. Das Gebiet des heutigen Gaißach wurde wahrscheinlich bereits in der zweiten Hälfte des 8. Jahrhunderts gerodet und systematisch besiedelt. Mit beschränktem Nutzungsrecht ließen sich hier zunächst Bauern und Handwerker nieder.

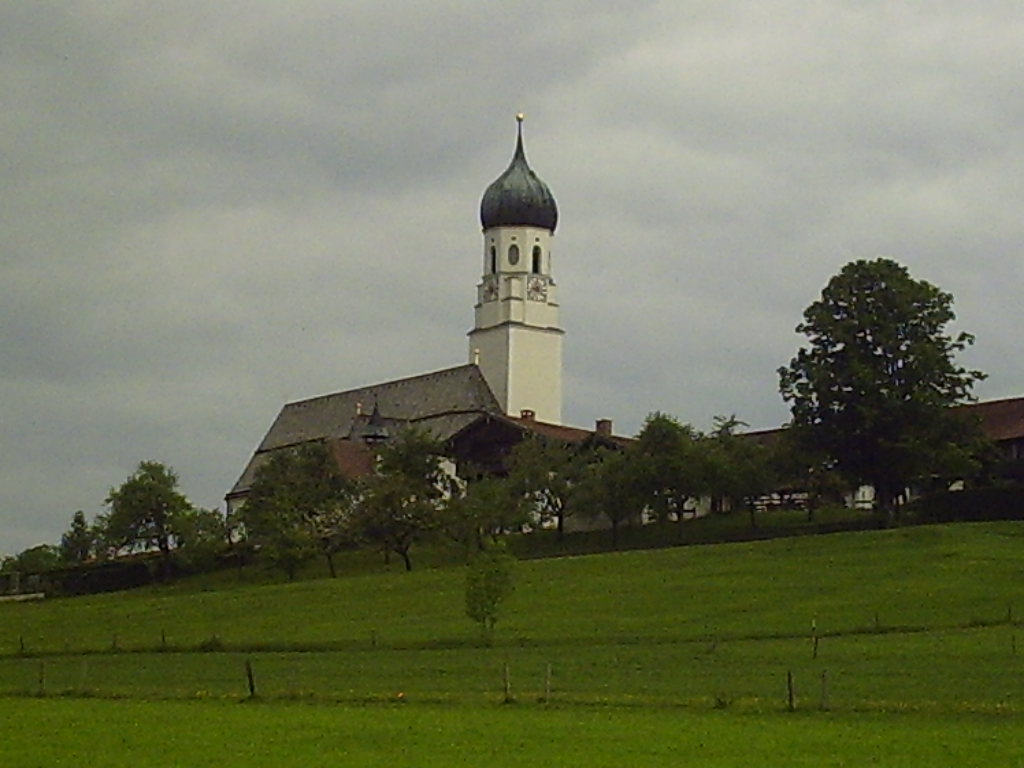
Kirche St. Michael

Um 1300 ist der Isarwinkel komplett besiedelt und die Ortschaften und Fluren weisen ihre Züge auf, wie sie sich bis heute erhalten haben. Im 16. Jahrhundert gab es in Gaißach bereits 125 Höfe, die im Besitz von etwa 10 Grundherren waren, sowie 12 freie Bauern. Wie der gesamte Isarwinkel, hatte auch Gaißach unter dem Dreißigjährigen Kriege zu leiden und fast die gesamte Bevölkerung wurde von der Pest dahingerafft. Zuvor halfen die Gaißacher noch den Tölzern, Tölz gegen die Schweden zu verteidigen.
Während des Österreichischen Erbfolgekrieges fiel 1742 Oberst Franz von der Trenck mit seinen plündernden und raubenden Panduren in den Isarwinkel ein. Weil ein Gaißacher einen seiner Generäle bei Dietramszell ermordet haben soll, ließ Trenck am 22. Mai 1742 28 Anwesen in Gaißach niederbrennen und 10 Unschuldige töten. Durch einen Zusammenschluss von Isarwinkler Bauern wurden die Panduren später wieder vertrieben.
Gleichsam als Mahnmal existiert seitdem die „Kapelle zum abgebrannten Kreuz“ im Dorf Puchen.
1818 wurde Gaißach im Zuge der Verwaltungsreformen im Königreich Bayern eine selbstständige politische Gemeinde. Als 1924 der letzte Abschnitt der Bahnstrecke München–Lenggries von Bad Tölz nach Lenggries in Betrieb ging, erhielt auch Gaißach mit zwei Stationen einen Anschluss an das Schienennetz. Bei der Gemeindegebietsreform 1978 blieb Gaißach auf eigenen Wunsch eine selbstständige Gemeinde.

### Einwohnerentwicklung
Zwischen 1988 und 2018 wuchs die Gemeinde von 2634 auf 3136 um 502 Einwohner bzw. um 19,1 %.

## Politik

### Gemeinderat
Nach der Gemeinderatswahl am 15. März 2020 hat der Gemeinderat 16 Mitglieder. Die Wahl brachte folgendes Ergebnis:
| Gemeinderatswahl in Gaißach 2020Wahlbeteiligung: 68,6 % 403020100 36,4 %33,2 %15,6 %14,8 % FWCSU/FWGFGLcUBLdGewinne und Verlusteim Vergleich zu 2014 %p 8 6 4 2 0 −2 −4 −6 −8−10+6,1 %p−0,2 %p+2,3 %p−8,2 %pFWCSU/FWGFGLUBLAnmerkungen:c Freie Gaißacher Listed Unabhängige Bürgerliste | Sitzverteilung im Gemeinderat Gaißach seit 2020Insgesamt 16 Sitze - FGL: 3 - UBL: 2 - FW: 6 - CSU/FWG: 5 |

Weiteres Mitglied und Vorsitzender des Gemeinderates ist der Erste Bürgermeister.

### Weitere Wahlen
In der folgenden Tabelle sind die Ergebnisse von Bundes-, Landtags- und Europawahlen in Gaißach dargestellt.
| Jahr | Wahl           | Wbt. | CSU  | AfD  | Grüne | FW   | SPD | FDP | Linke | BSW | Sonst. |
| ---- | -------------- | ---- | ---- | ---- | ----- | ---- | --- | --- | ----- | --- | ------ |
| 2025 | Bundestagswahl | 89,0 | 46,8 | 20,3 | 9,6   | 5,6  | 5,2 | 4,7 | 3,7   | 2,1 | 2,0    |
| 2024 | Europawahl     | 67,7 | 46,4 | 12,4 | 8,1   | 15,5 | 4,3 | 2,9 | 0,8   | 3,1 | 6,5    |
| 2023 | Landtagswahl   | 80,2 | 40,8 | 13,1 | 9,4   | 26,4 | 2,6 | 1,9 | 0,6   | —   | 5,2    |

### Bürgermeister
Erster Bürgermeister ist Stefan Fadinger (parteilos). Sein Amtsantritt war am 1. Oktober 2012, nachdem er am 1. Juli 2012 über die Listenverbindung „CSU/Freie Wahlgemeinschaft“ zum Nachfolger von Nikolaus Trischberger gewählt wurde. Am 15. März 2020 wurde er mit 94,26 % der gültigen Stimmen für weitere sechs Jahre bestätigt.

### Wappen

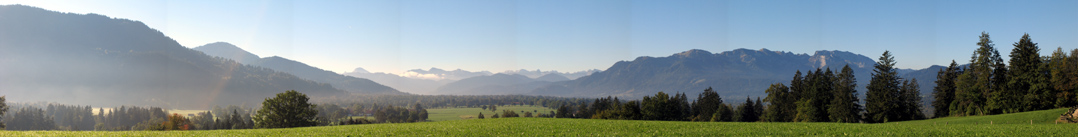
Blick von Gaißach-Dorf nach Süden in den Isarwinkel. Im Hintergrund: Karwendelgebirge (Mitte), und Benediktenwand (ganz rechts)

| Wappen von Gaißach | Blasonierung: „In Grün ein schräglinker silberner Wellenbalken, darauf quer gelegt ein goldenes Flammenschwert.“ |
| Wappen von Gaißach | Wappenbegründung: Der Wellenbalken, ein heraldisches Flusssymbol, versinnbildlicht den Bach Gaißach, der der Gemeinde den Namen gab. Die Schrägteilung symbolisiert die ursprüngliche Aufteilung des Gemeindegebiets in Ober- und Untergaißach. Das Flammenschwert, Attribut des Heiligen Michael, steht für das Patrozinium der Pfarrkirche, die als Urtaufkirche für den gesamten Isarwinkel eine besondere Bedeutung hatte. Die Schildfarbe Grün soll auf den ländlichen Charakter der Gemeinde hinweisen. Dieses Wappen wird seit 1959 geführt. Es wurde vom Tölzer Architekten Ernst Rössner entworfen. |

## Kultur und Sehenswürdigkeiten
Im Pfarrdorf Gaißach steht die im Kern spätgotische katholische Pfarrkirche St. Michael, die, nachdem 1624 der obere Turmabschnitt einstürzte, 1649 in der bis heute bestehenden barocken Form mit der Zwiebelhaube errichtet wurde. 1735 folgte ein Umbau dieser Kirche und um 1761 entstanden die prächtigen Fresken vom Maler Christoph Anton Mayr. Der Altar stammt aus dem Jahr 1910, das Tabernakel von 1736 und der Großteil der Ausstattung aus dem mittleren 18. Jahrhundert.
Hier hat sich ein bemerkenswertes, seit 1711 dokumentiertes Brauchtum zur Feier der Karwoche erhalten: Im Altarraum wird ein Heiliges Grab mit umfangreichen gemalten Kulissen aufgebaut und von Karfreitag Nachmittag (nach der Karfreitagsliturgie) bis Karsamstag Mittag mit farbigen Lichtern geschmückt. Mit dieser festlichen Lösung zur barock-anschaulichen Darstellung des Kerngeschehens des christlichen Glaubens reiht sich Gaißach zwischen die Nachbargemeinden Lenggries und Bad Tölz ein, wo ab 1694 bzw. ebenfalls ab 1711 die Kalvarienberge errichtet wurden.

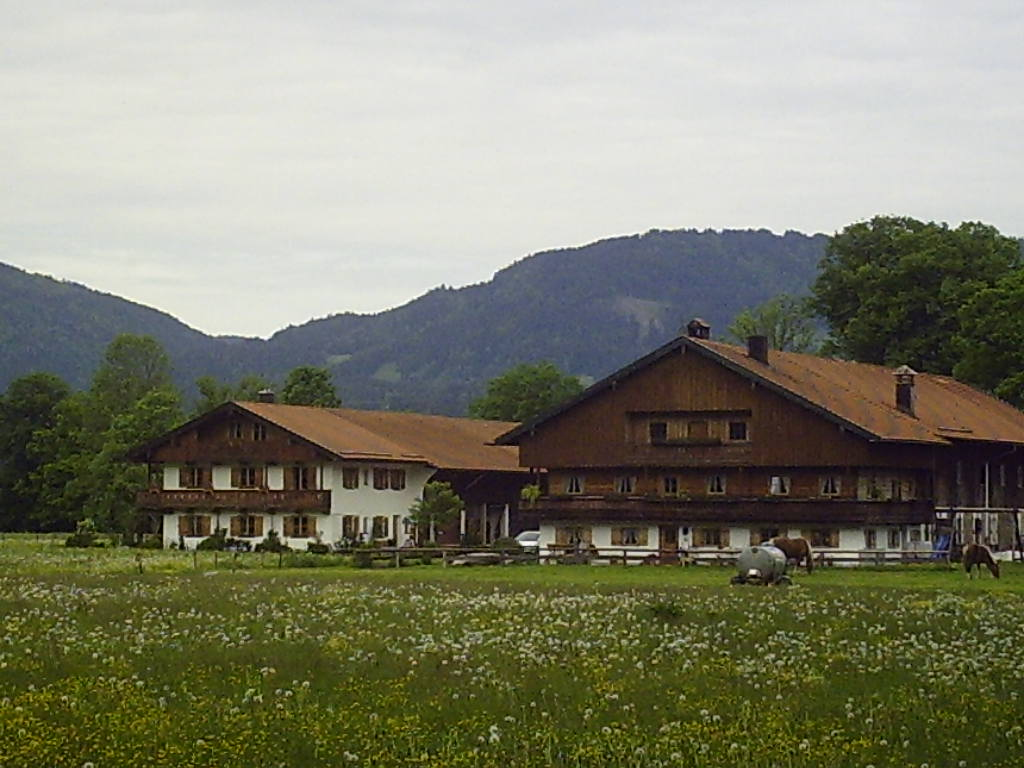
Bauernhaus mit Austragshaus in Pfistern

Das nahe der Kirche liegende Pfarrhaus stammt auch bereits aus der zweiten Hälfte des 18. Jahrhunderts. In diesem Pfarrhaus ist während der Adventszeit eine wunderbare, große Weihnachtskrippe im orientalischen Stil zu sehen. 1550 weigerten sich die Gaißacher, weiterhin die Toten aus Lenggries hier zu bestatten, wie sie es jahrhundertelang hatten tun müssen. Neben dem kirchlichen Friedhof direkt an der Kirche besitzt Gaißach seit 1994 einen kommunalen Friedhof am Nordostrand des Dorfes Gaißach.
Wie alle Gemeinden des Isarwinkels ist auch Gaißach reich an alten Bauern- und Handwerkerhäusern. Sie sind in allen Gemeindeteilen zu finden und stammen meist aus dem 17. und 18. Jahrhundert, ebenso wie die zahlreichen kleinen Kapellen. 1998 wurde gegenüber der Kirche das Kriegerdenkmal errichtet, das zu Ehren der Gefallenen des Deutsch-Französischen-Krieges und der beiden Weltkriege erstellt wurde.

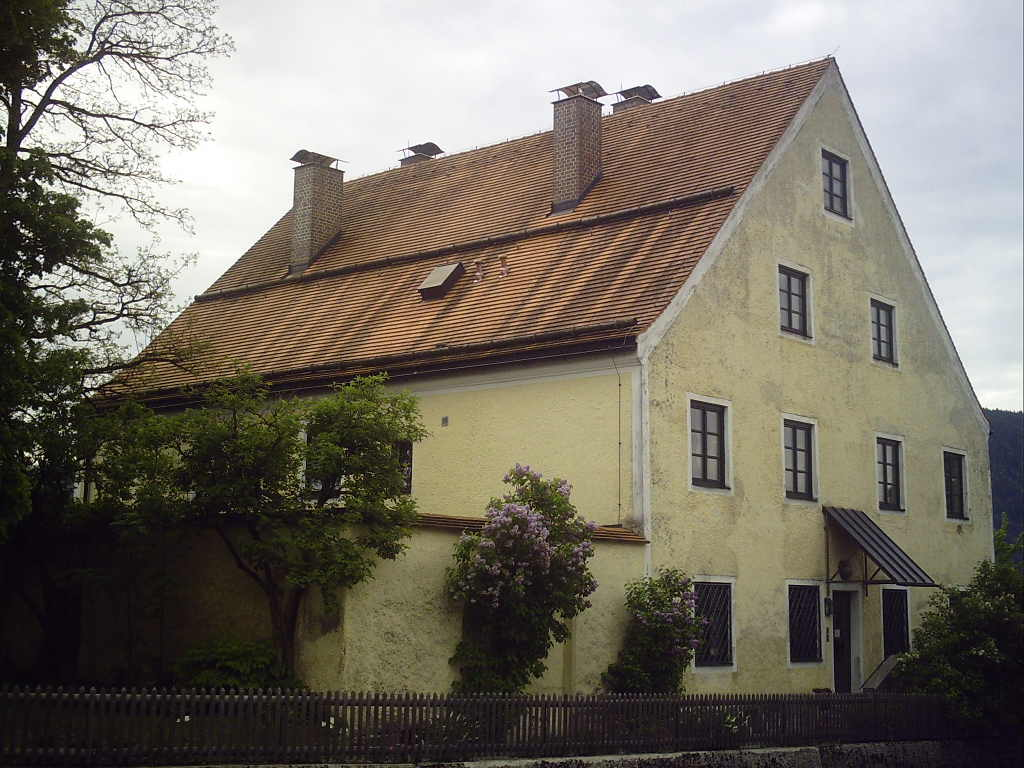
Pfarrhof Gaißach

Nordöstlich vom Dorf Gaißach liegt das Coronafeld, ein großes, denkmalgeschütztes vorgeschichtliches Hügelgräberfeld. Geschütztes Naturdenkmal ist auch die Heckenlandschaft, lange, durchgehende Hecken aus hohen Sträuchern und Bäumen, die einst zur Abgrenzung der Weidegebiete errichtet wurden. Die Heckenlandschaft reicht südlich bis Lenggries und im Osten meistens an die auch Traten genannten Berggrundstücke (Wiesen/Bergweiden). Schön zu überblicken ist diese Landschaft von den Sonntraten aus, einer Anhöhe (Schürfenkopf, 1096 m) auf dem Weg zum Rechelkopf.
An der Nordgrenze steht ein kleines Pestkreuz aus Tuffstein. Es wurde dort nach dem Dreißigjährigen Krieg aufgestellt. Damals wollten, als die Pest in der Gegend wütete, Tölzer zur Gaißacher St.-Michael-Kirche pilgern (Bittgang). Allerdings wurden sie auf halbem Weg von wütenden Gaißachern, die eine Ansteckung fürchteten, mit Mistgabeln und Dreschflegeln zurückgetrieben. Ironie des Schicksals: Tölz traf die Pest nicht so hart wie Gaißach, das fast komplett entvölkert wurde. Jedoch errichteten die Gaißacher später, zur Sühne für ihre Herzenshärte, dieses Kreuz. Ca. 1985 wurde das alte Kreuz wegen starker Verwitterung gegen ein neues Kreuz ausgetauscht. Das Original befindet sich im Gaißacher Rathaus in Mühle.

## Wirtschaft
Gaißach ist bis heute eine eigenständige Gemeinde geblieben, in der Land- und Forstwirtschaft fest verankert sind. Dennoch nimmt auch der Fremdenverkehr einen immer höheren Stellenwert ein, weshalb es in dieser Hinsicht zahlreiche Angebote, Unterkünfte und Wirtshäuser gibt.
Im Jahr 2022 erzielte Gaißach Einnahmen aus der Gewerbesteuer in Höhe von 1,35 Millionen Euro. Mit einem Gewerbesteuerhebesatz von 340 % zählt die Gemeinde zu den steuerlich attraktiveren Standorten Deutschlands. Gaißach ist etwa steuerlich deutlich günstiger als die Landeshauptstadt München (Gewerbesteuerhebesatz 490 %).

### Verkehr
- Bundesstraße 13 und Bundesstraße 472
- Bahnstrecke München–Lenggries, Haltepunkte Gaißach und Obergries.
- Buslinien der Regionalverkehr Oberbayern (RVO)

## Öffentliche Einrichtungen

### Gesundheitswesen
- Fachklinik Gaißach der Deutschen Rentenversicherung Bayern Süd, Rehabilitationsklinik für chronisch erkrankte Kinder, Jugendliche und junge Erwachsene. Zu den Fachbereichen gehören Erkrankungen der Atemwege, der Haut und des Stoffwechsels sowie Magen-Darm-Erkrankungen und Übergewicht.

### Bildungseinrichtungen

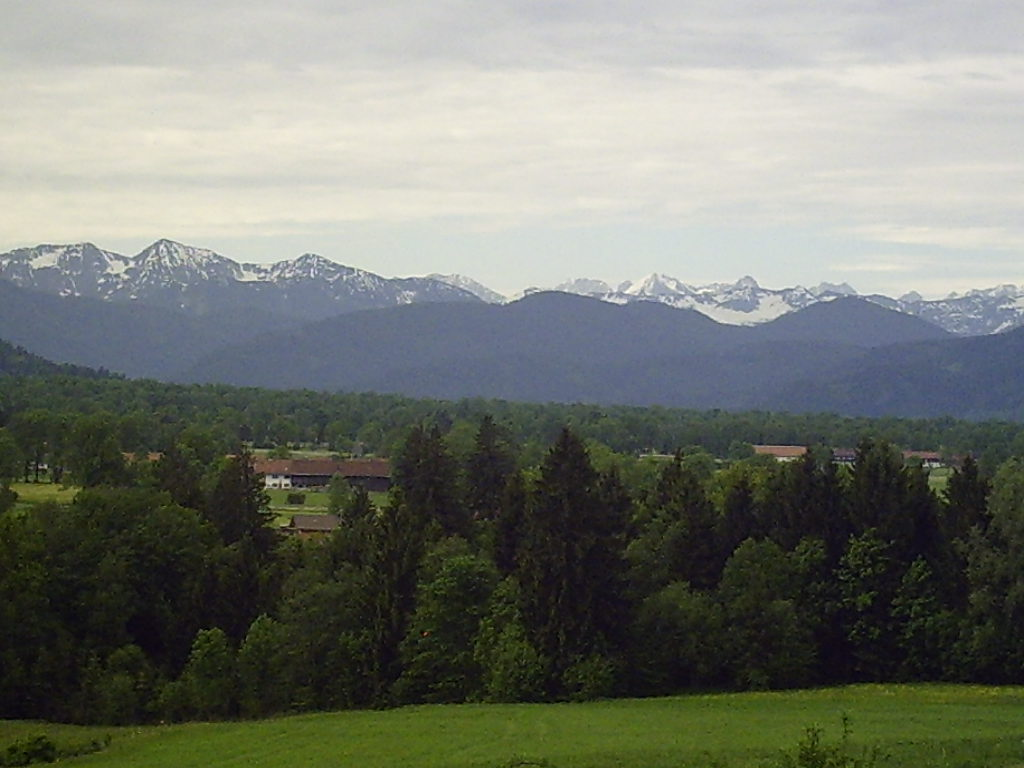
Blick auf die Gaißacher Flur

- Grund- und Mittelschule Gaißach
- Kindergarten St. Michael

### Ämter
- Rathaus und Gemeindeverwaltung in Mühl
- Katholisches Pfarramt St. Michael im Pfarrverband Gaißach-Greiling-Reichersbeuern in Dorf

### Freizeit- und Sportanlagen
- Skilift
- Sportplatz in Obergries (des SC Gaißach) mit Fußballplatz, Asphaltbahn für Stockschützen, Natureisstadion
- Schießstätte (Luftgewehr, -Pistole und Kleinkaliber)

### Veranstaltungen und Feste
- Maibaum-Aufstellen
- Fronleichnamsprozession
- Kirchenpatrozinium (29. September) „Michaeli“
- Faschingsfeste (Grausamball, Strohschießen, Tequilaboi, Schnabler-/Verdrussball)
- „Hinternationales Schnablerrennen“. Ein (seit 1928) in der Faschingszeit bei ausreichendem Schnee, stattfindendes Gaudirennen mit so genannten „Schnablern“ (große Hornschlitten). Die Schnabler fahren dabei nahe dem Gemeindeteil Lehen, den Rechelkopf durch den Wald hinunter und sollen beim letzten Stück auf dem offenen Hang mit dem Schlitten über eine als Sprungschanze dienende natürliche Bodenwelle ins Ziel springen (wobei es dabei meist kracht und die Gefährte zu Bruch gehen). Die verkleideten Fahrer (teils auch Schlitten) sollen das Rennen möglichst schnell, originell und spektakulär fahren. Die Piloten der Schlitten müssen Einheimische sein, Auswärtige sind nur als Beifahrer erlaubt (insgesamt nur zwei Fahrer). Dieses Rennen ist ein wahrer Publikumsmagnet und machte Gaißach landesweit bekannt. In seiner heutigen Form findet das Schnablerrennen seit der Nachkriegszeit statt.

## Persönlichkeiten
- Caspar Haslinger (1858–1921), auch Lexenkaspar genannt, bayerischer Wildschütz
- Hermann von Oppeln-Bronikowski (1899–1966), Olympiasieger im Dressurreiten und Generalmajor, in Gaißach verstorben
- Lotte Neumann (1896–1977), deutsche Schauspielerin, Drehbuchautorin und Produzentin, in Gaißach verstorben
- Josef Bauer (1896–1977), Landwirt und Volksmusiker, bekannt als Kraudn Sepp nach dem gleichnamigen Anwesen im Ortsteil Lehen
- Leonhard Pföderl (* 1993), deutscher Eishockeynationalspieler und Silbermedaillengewinner bei den Olympischen Winterspielen 2018, aus Gaißach stammend
- Gerhard Waldherr (* 1960), preisgekrönter Journalist, Publizist und Buchautor, aus Gaißach stammend

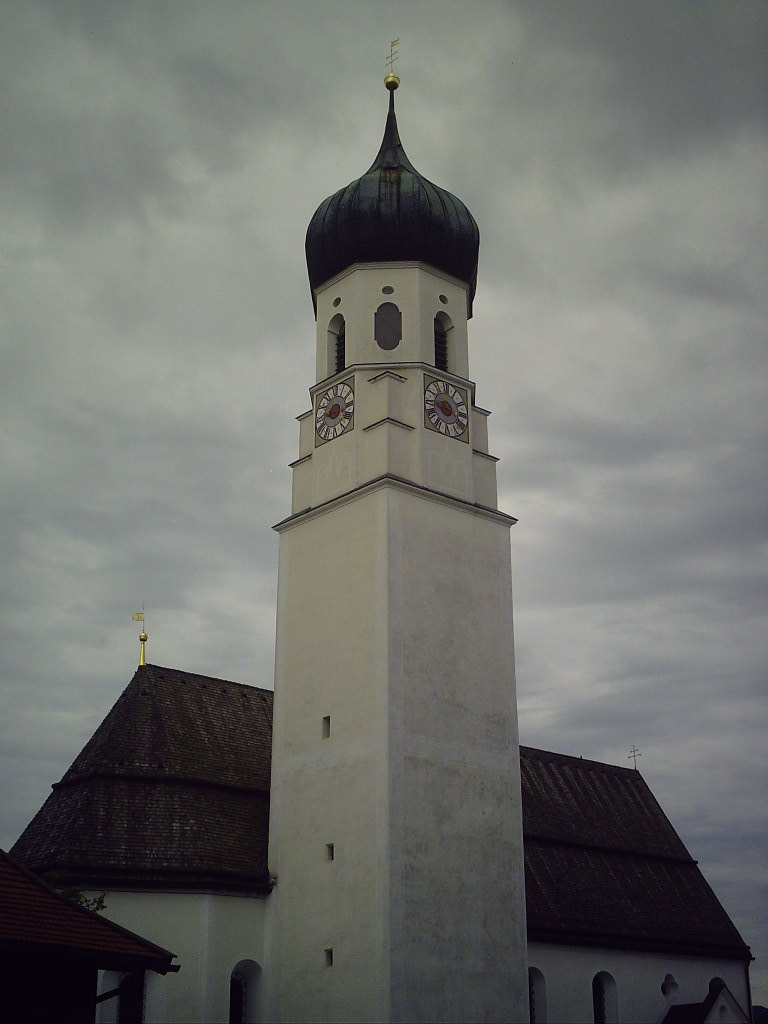
Pfarrkirche St. Michael
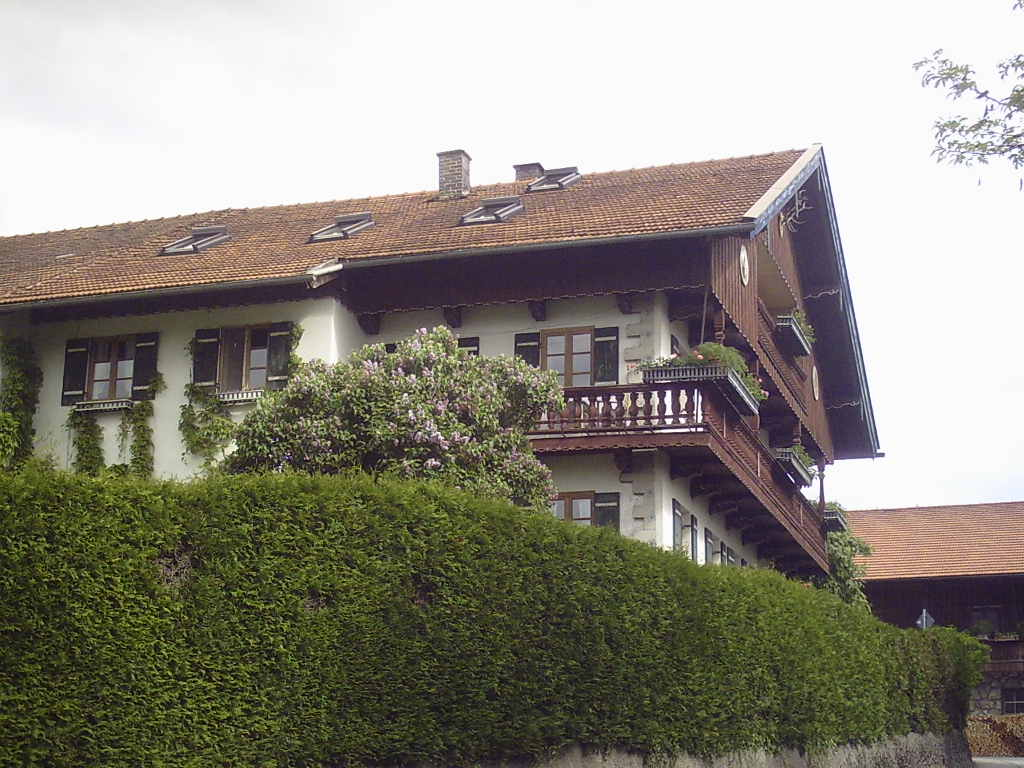
Bauernhaus
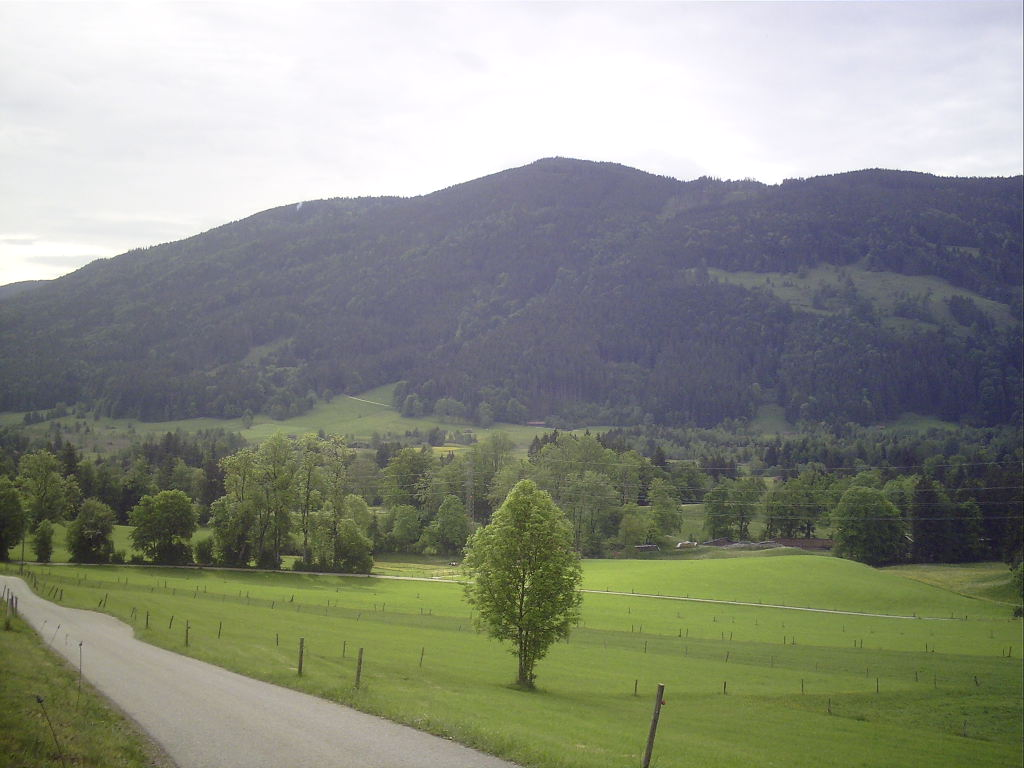
Weg zum Rechelkopf
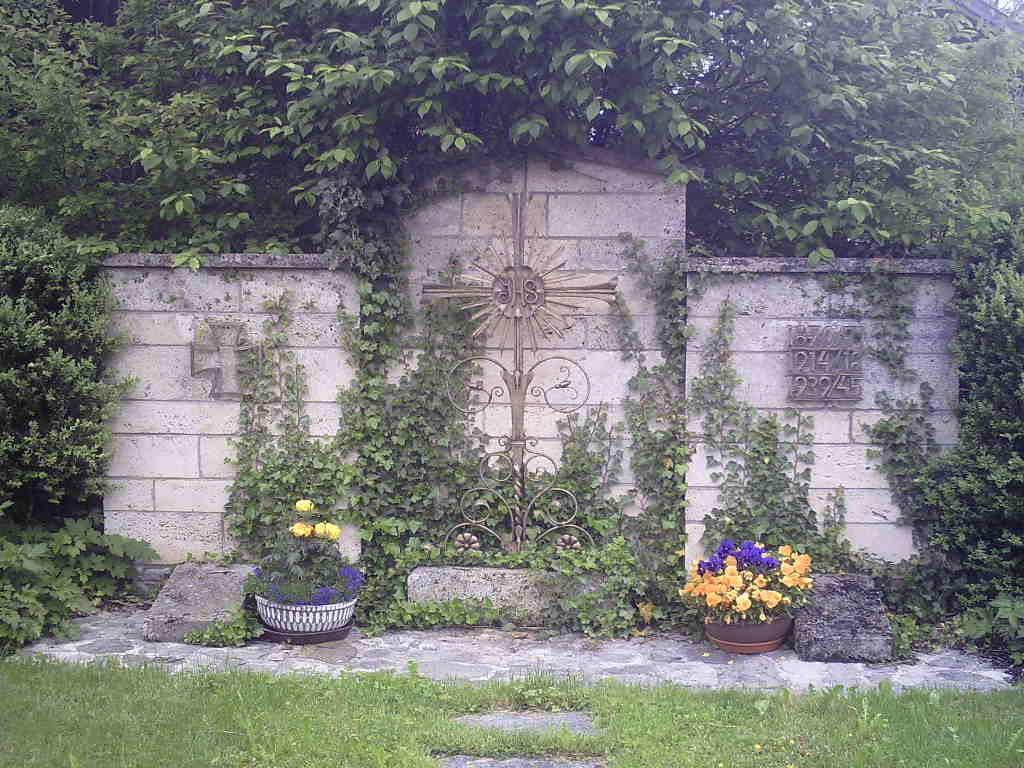
Kriegerdenkmal
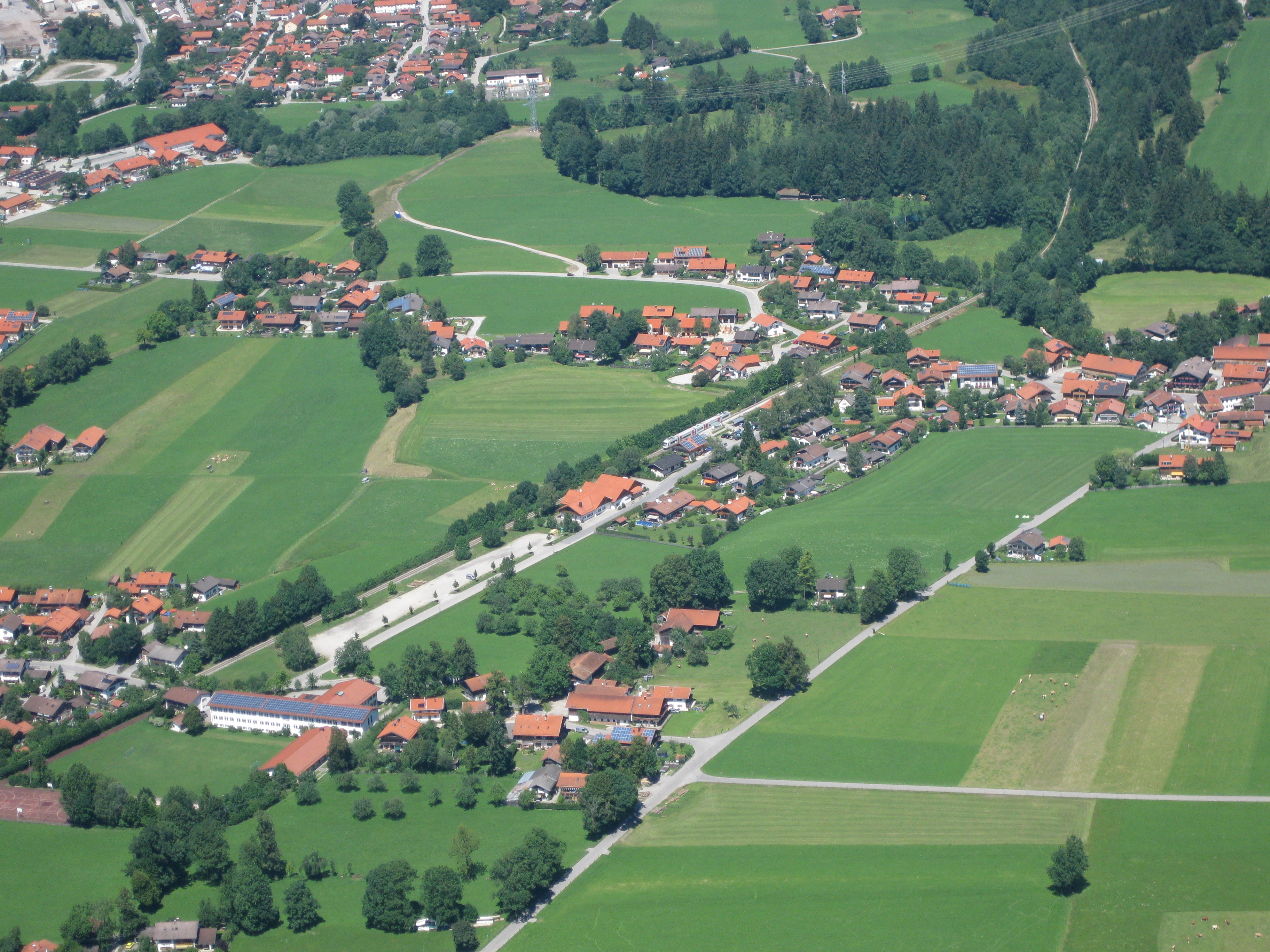
Luftaufnahme (Ortsteile Mühl und Wetzl)
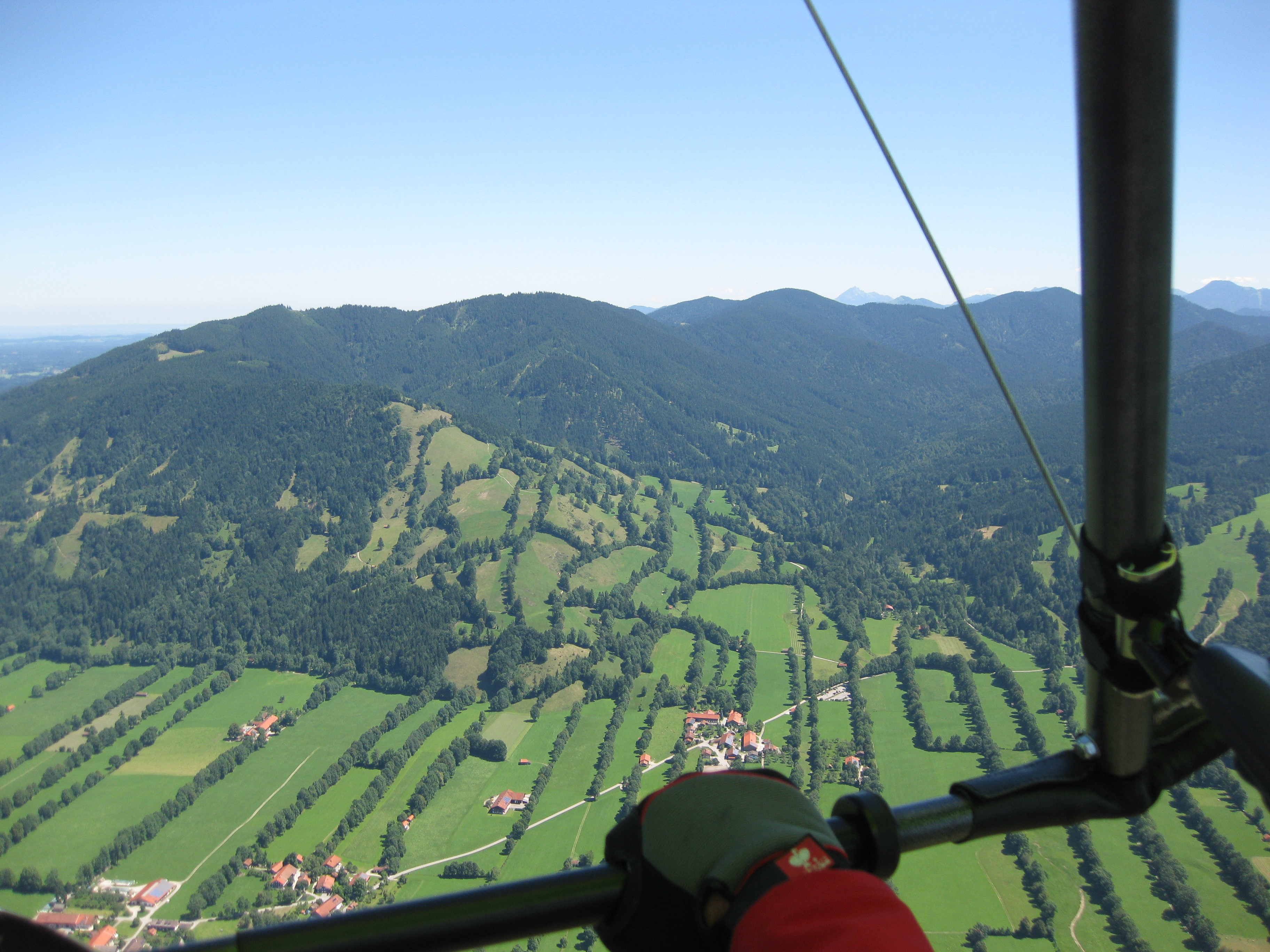
Luftaufnahme von den Sonntraten und dem Rechelkopf (Bildmitte links)